# Biologia química
A biologia química é uma disciplina científica abrangendo os campos da química, biologia e física. Envolve a aplicação de técnicas químicas, ferramentas e análises, e muitas vezes compostos produzidos por meio de química sintética, ao estudo e manipulação de sistemas biológicos. Portanto, é o estudo de como novos compostos químicos afetam a biologia celular, bioquímica celular, morfofisiologia e bioquímica fisiológica e clínica, seja eles xenoquímicos ou farmoquímicos.
Este campo da ciência e tecnologia é na sua maioria das vezes dominado por bioquímicos, químicos, biólogos, biomédicos e farmacêuticos.
Em geral envolve a aplicação dos conceitos das seguintes áreas: Química computacional, Bioinformática, Bioquímica, Farmacologia, Química combinatória, sondas químicas, etiquetas (tags) de afinidade, síntese química, síntese de peptídeos etc.

## Aplicações na drogadição
As abordagens de biologia química podem ajudar a responder questões importantes de relevância para projetos de descoberta de drogas de pequenas moléculas. Isso inclui questões relacionadas à caracterização de alvos protéicos e à farmacologia molecular de medicamentos de moléculas pequenas que modulam a função alvo.